# Wade Legge
Wade Legge (4. února 1934 Huntington – 29. srpna 1963 Buffalo) byl americký jazzový klavírista. Pocházel z hudební rodiny a zpočátku hrál více na kontrabas než na klavír. Na počátku své kariéry hrál s trumpetistou Dizzym Gillespiem. Jeho kapelu opustil v roce 1954. Později působil například v orchestru Johnnyho Richardse. Během své kariéry spolupracoval s mnoha dalšími hudebníky, mezi něž patří například Gigi Gryce, Milt Jackson, Jackie McLean, Charles Mingus a Sonny Rollins. Zemřel kvůli krvácejícímu žaludečnímu vředu ve věku 29 let.